# Hromadske.tv

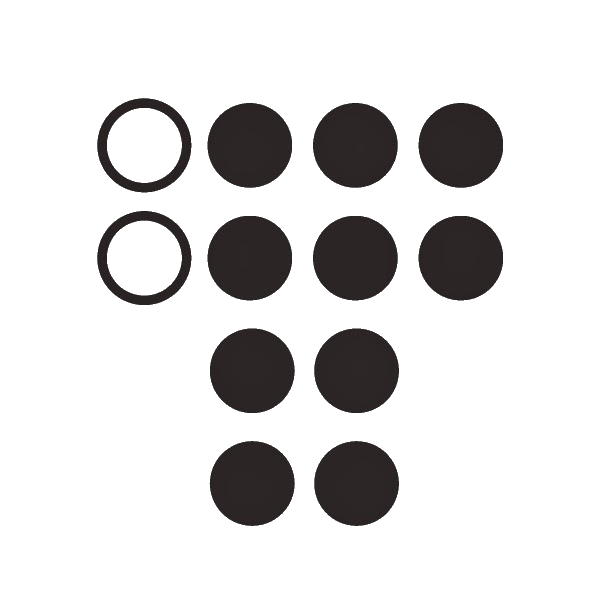
Logo

hromadske.tv (ukrainisch Громадське, телебачення/Hromadske telebatschennja, deutsch Kollektives Bewusstsein, öffentliches Fernsehen) ist ein ukrainischer Internet-Fernsehsender, der am 22. November 2013 seinen Betrieb aufnahm. Er stieg im Zuge des „Euromaidan“ zu den populärsten Nachrichtenquellen des Landes auf.

## Geschichte
Im Juni 2013 gab eine Gruppe prominenter ukrainischer Journalisten ihre Initiative zur Gründung von Hromadske TV als einem sowohl von der Regierung als auch von anderen Einzelinteressen unabhängigen Internetsender bekannt, der dem Grundsatz transparenter Finanzierung folgen und sich auf investigativen Journalismus fokussieren wolle. Viele der Gründungsmitglieder, darunter Mustafa Najjem, hatten zuvor für den lange als eines der letzten regierungskritischen Medien betrachteten Fernsehkanal TVi gearbeitet und den Sender Ende April 2013 nach einem kontroversen Besitzerwechsel unter Protest verlassen.
hromadske.tv startete aufgrund der politischen Ereignisse vom Vortag, dem Beginn des Euromaidan, vor der eigentlich geplanten Zeit schon um 14 Uhr am 22. November 2013. Ein Ableger des Senders in Russland wurde kurz darauf gegründet, musste aber wegen Finanzierungsproblemen seinen Betrieb nach nur drei Monaten wieder einstellen. Nachdem die Regierung um Wiktor Janukowytsch das geplante Assoziierungsabkommen mit der Europäischen Union abgelehnt hatte, kam es zu den Euromaidan-Protesten, die schließlich im Februar 2014 zum Sturz der Regierung Janukowytsch führten. hromadske.tv solidarisierte sich dabei mit den Demonstranten und konnte infolgedessen massiv an Popularität gewinnen.
Im September 2014 startete der englischsprachige Ableger „Hromadske International“, dessen zentrales Programm die wöchentliche politische Informationssendung The Sunday Show ist, in der internationale Experten zu Themen der ukrainischen Politik befragt werden. Außer Videos produzieren die Hromadske-Autoren unter der Marke „Hromadske International“ auch multimediale Hintergrundartikel und Informationsgrafiken, die sie über die wichtigsten sozialen Netzwerke verbreiten.

## Kontroversen
hromadske.tv bezeichnet sich selbst als neutral und objektiv, nach Überschreitungen zu Beginn wurde die Unterscheidung zwischen sozialem Engagement und Journalismus korrigiert und professionalisiert.
Im Juli 2014 brach ein Moderator des Senders ein Interview mit einer russischen Mitarbeiterin von Human Rights Watch ab, nachdem diese auf die zivilen Opfer des Kriegs in der Ostukraine hinwies, Russland aber nicht als alleinigen Verursacher der Kämpfe bezeichnen wollte.

## Finanzierung
hromadske.tv wird durch Spenden finanziert, sowohl von innerhalb als auch von außerhalb der Ukraine. Laut dem eigenen Finanzbericht des Senders stammten Ende 2013 rund 60 % seiner finanziellen Mittel von den Botschaften der Vereinigten Staaten und der Niederlande in Kiew sowie der International Renaissance Foundation von George Soros. Zudem wurden im Startjahr viele Aufgaben durch Freiwillige wahrgenommen. Die Deutsche Botschaft beteiligte sich im Jahre 2015 mit 89.298,00 € und 2016 mit einem Betrag von 79.428,00 € am Sender, die Deutsche Gesellschaft für Internationale Zusammenarbeit war 2019 einer der Spender neben hauptsächlich Dänischen, Schwedischen und Zuwendungen durch Pierre Omidyar.